# Castillon-de-Saint-Martory
Castillon-de-Saint-Martory ist eine französische Gemeinde mit 399 Einwohnern (Stand 1. Januar 2022) im Département Haute-Garonne in der Region Okzitanien (zuvor Midi-Pyrénées). Die Einwohner werden als Castillonais bezeichnet.

## Geographie
Umgeben wird Castillon-de-Saint-Martory von den elf Nachbargemeinden: 
| Latoue    | Sepx, Proupiary                             | Arnaud-Guilhem                        |
| Lieoux    | Kompassrose, die auf Nachbargemeinden zeigt | Saint-Martory                         |
| Landorthe | Saint-Médard, Beauchalot                    | Montsaunès, Lestelle-de-Saint-Martory |

## Bevölkerungsentwicklung
| Jahr                      | 1962 | 1968 | 1975 | 1982 | 1990 | 1999 | 2006 | 2014 | 2016 | 2019 |
| ------------------------- | ---- | ---- | ---- | ---- | ---- | ---- | ---- | ---- | ---- | ---- |
| Einwohner                 | 265  | 217  | 216  | 195  | 240  | 259  | 331  | 374  | 380  | 387  |
| Quelle: Cassini und INSEE |      |      |      |      |      |      |      |      |      |      |

## Sehenswürdigkeiten
- Kirche Saint-Jean-Baptiste
- Kapelle Saint-Roch
- Schloss
- Waschhaus